# دايو (شركة)
دايو (بالإنجليزية: Daewoo)‏ (بالكورية:대우)، وكلمة دايو تعني باللغة الكورية (الكون العظيم) هي شركة تعرف باسم «مجموعة دايو» ، أنشئت بتاريخ 22 مارس 1967م تحت مسمى دايو للإلكترونيات، وأصبحت مجموعة بعد ما بدأت في صناعة السيارات والشاحنات والأجهزة الإلكترونية والأجهزة الكهرومنزلية وصناعة السفن البحرية، والصناعات الثقيلة مثل مركبات الحديد الصلب والبناء وتشيد الطرق . ، لكن في عام 2000 دخلت مجموعة دايو في أزمة اقتصادية بسبب الأزمة الاقتصادية التي ضربت القارة الآسيوية فقامت الدولة الكورية بحل مجموعة دايو وحافظت على بعض فروعها من بينهم فرع صناعة السيارات والشاحنات وصناعة الحديد الصلب.
وفي عام 2003 أصبح فرع صناعة السيارات والشاحنات تابعة لمجموعة طاطا تاتا دايو ، استطاعت الشركة بعدها من النهوض مرة أخرى وهي الآن تعد من الشركات الرائدة في مجال تصنيع الأجهزة الكهربائية والمنزلية، حيث أن لديها 64 موقع صناعي في أكثر من 40 دولة علي مستوي العالم، كما انه ينتشر الكثير من مراكز الصيانة التابعة لشركة دايو والتي تحمل اسم صيانة دايو وتعتبر من أكبر مراكز الصيانة الموجودة في العالم.

كانت المبنى سابقا مقر شركة دايو ، والأن هي مبنى سيول سكوير.

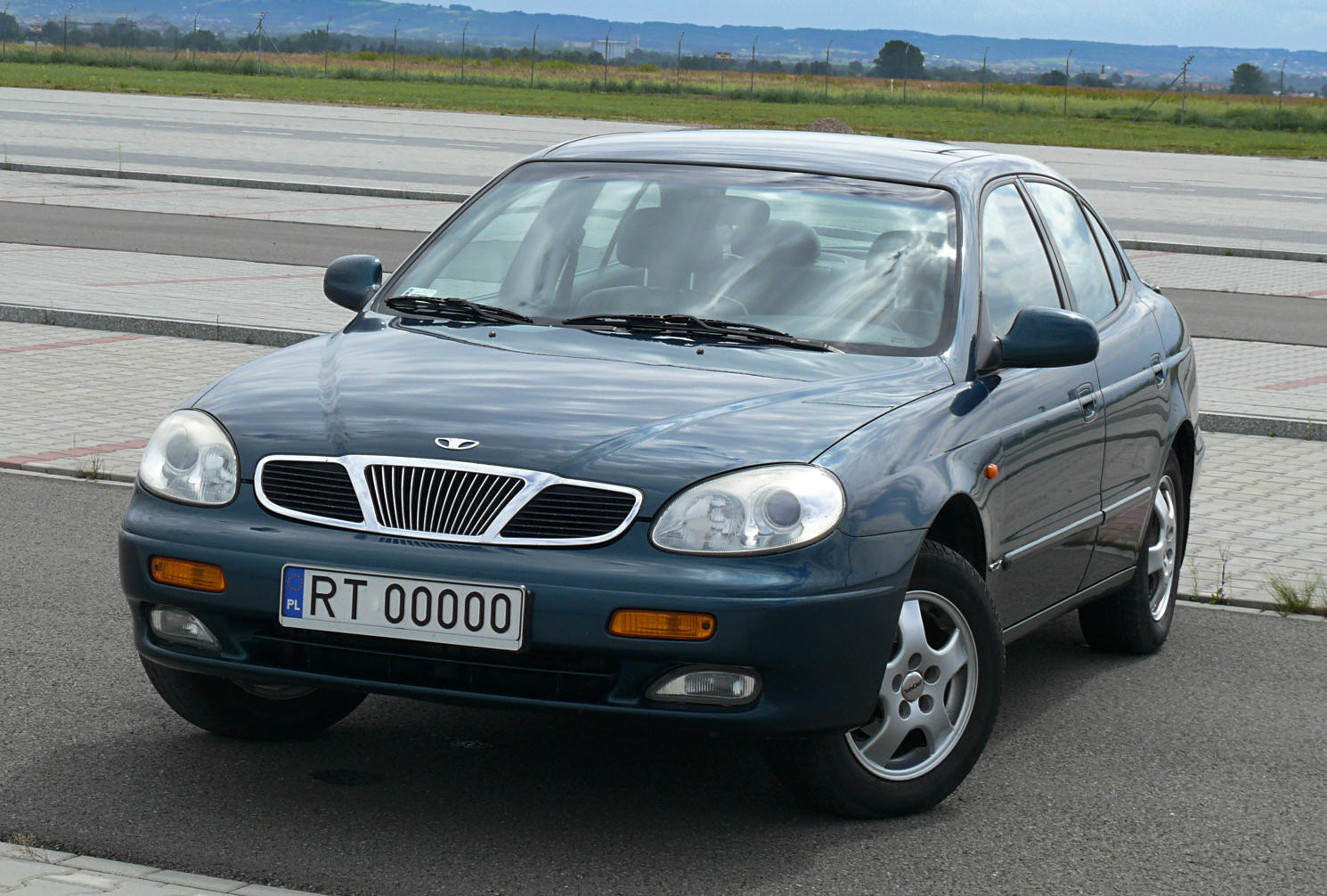
سيارة خصوصية من نوع ليغنزا ، صنعت عام 1997م.

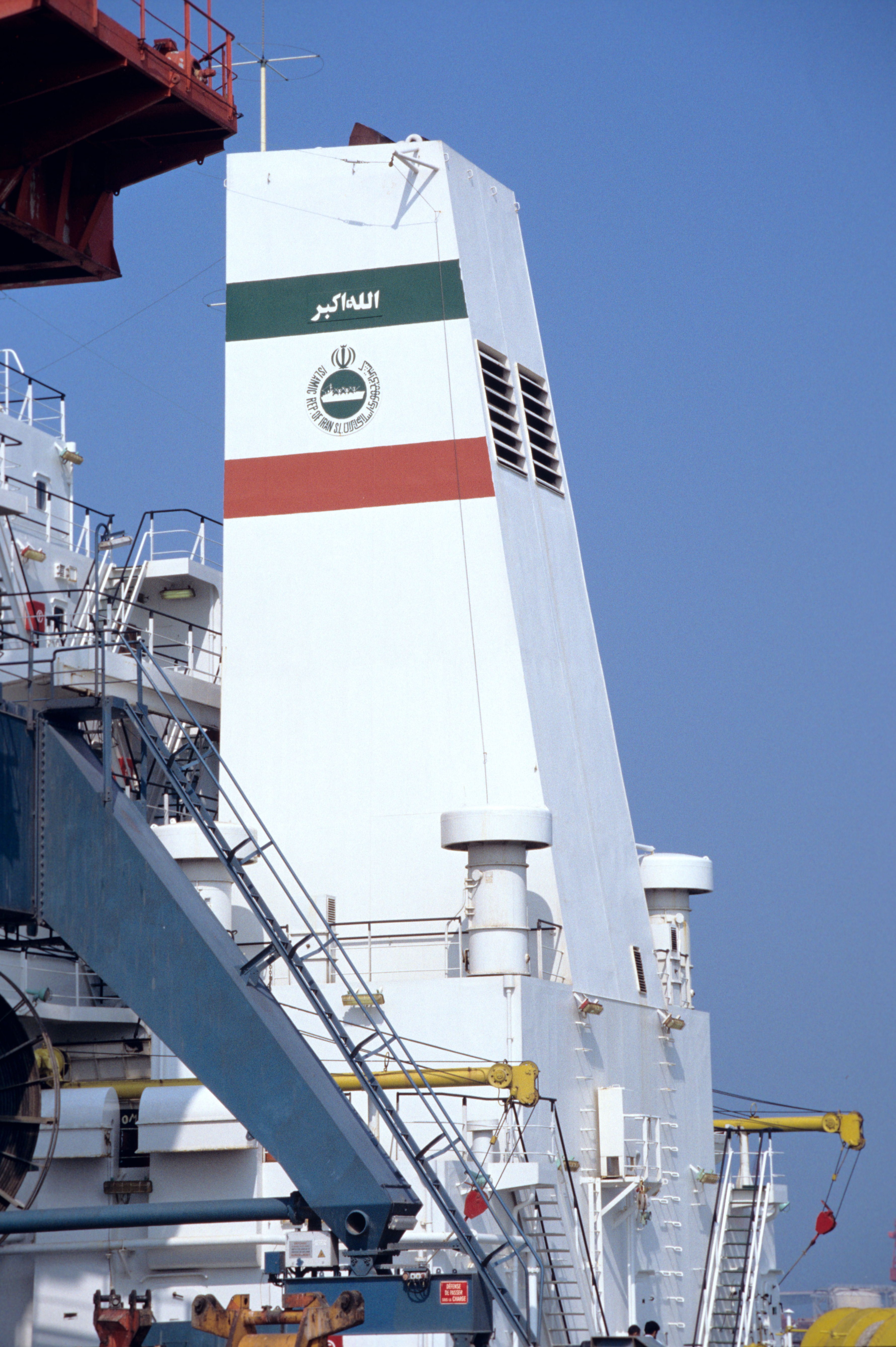
سفينة "صدر إيران" بنيت بواسطة شركة دايو لصناعة السفن.

## وصلات خارجية
- Daewoo cars at topspeed.com
- Daewoo founder sentenced to 10 years in prison Asia Times online